# O Clone
O Clone är en brasiliansk såpopera från åren 2001–2002.

## Rollista
- Murilo Benício - Lucas Ferraz, Léo (O Clone) e Diogo Ferraz
- Giovanna Antonelli - Jade Rachid
- Juca da Oliveira - Augusto Albieri
- Stênio García - Ali
- Dalton Vigh - Saíd
- Daniela Escobar - Maysa Ferraz
- Eliane Giardini - Nazira
- Reginaldo Faria - Leônidas Ferraz
- Vera Fischer - Yvete
- Neuza Borges - Dalva
- Jandira Martini - Zoraide
- Nívea Maria - Edna Albieri
- Adriana Lessa - Deusa da Silva
- Antônio Calloni - Mohamed
- Letícia Sabatella - Latiffa Rachid
- Cristiana Oliveira - Alicinha
- Débora Falabella - Mel Ferraz
- Marcello Novaes - Xande
- Nívea Stelmann - Ranya
- Luciano Szafir - Zein
- Solange Couto - Dona Jura